# Abu Nasr Sa'd av Granada
Abu Nasr Sa'd av Granada, död 1465, var sultan av Granada 1455–1462 och 1462–1464.